# 野尻駅
野尻駅（のじりえき）は、長野県木曽郡大桑村大字野尻にある、東海旅客鉄道（JR東海）中央本線の駅である。

## 歴史
- 1909年（明治42年）
  - 9月1日：官設鉄道が三留野駅（現・南木曽駅）から延伸した際の終着駅として開業[1][3][4]。旅客および貨物の取扱を開始[2]。
  - 10月12日：線路名称制定。中央西線の所属となる。
  - 12月1日：中央西線が須原駅まで延伸、途中駅となる[3][5]。
- 1911年（明治44年）5月1日：線路名称改定[3]。当駅を含む中央西線が中央本線に編入される[3]。
- 1972年（昭和47年）11月30日：貨物の取扱を廃止[2]。
- 1984年（昭和59年）2月1日：荷物扱い廃止[2]。
- 1985年（昭和60年）3月22日：駅員無配置となり[6]、簡易委託駅となる[7]。
- 1987年（昭和62年）4月1日：国鉄分割民営化により、東海旅客鉄道の駅となる[8]。

## 駅構造
単式ホーム1面1線、島式ホーム1面2線、合計2面3線のホームを持つ地上駅である。
中津川駅管理の簡易委託駅である。開業時からの木造駅舎、留置線、跨線橋を有する。

### のりば
| 番線 | 路線        | 方向 | 行先               |
| ---- | ----------- | ---- | ------------------ |
| 1    | CF 中央本線 | 上り | 中津川・名古屋方面 |
| 2・3 | CF 中央本線 | 下り | 木曽福島・長野方面 |

## 利用状況

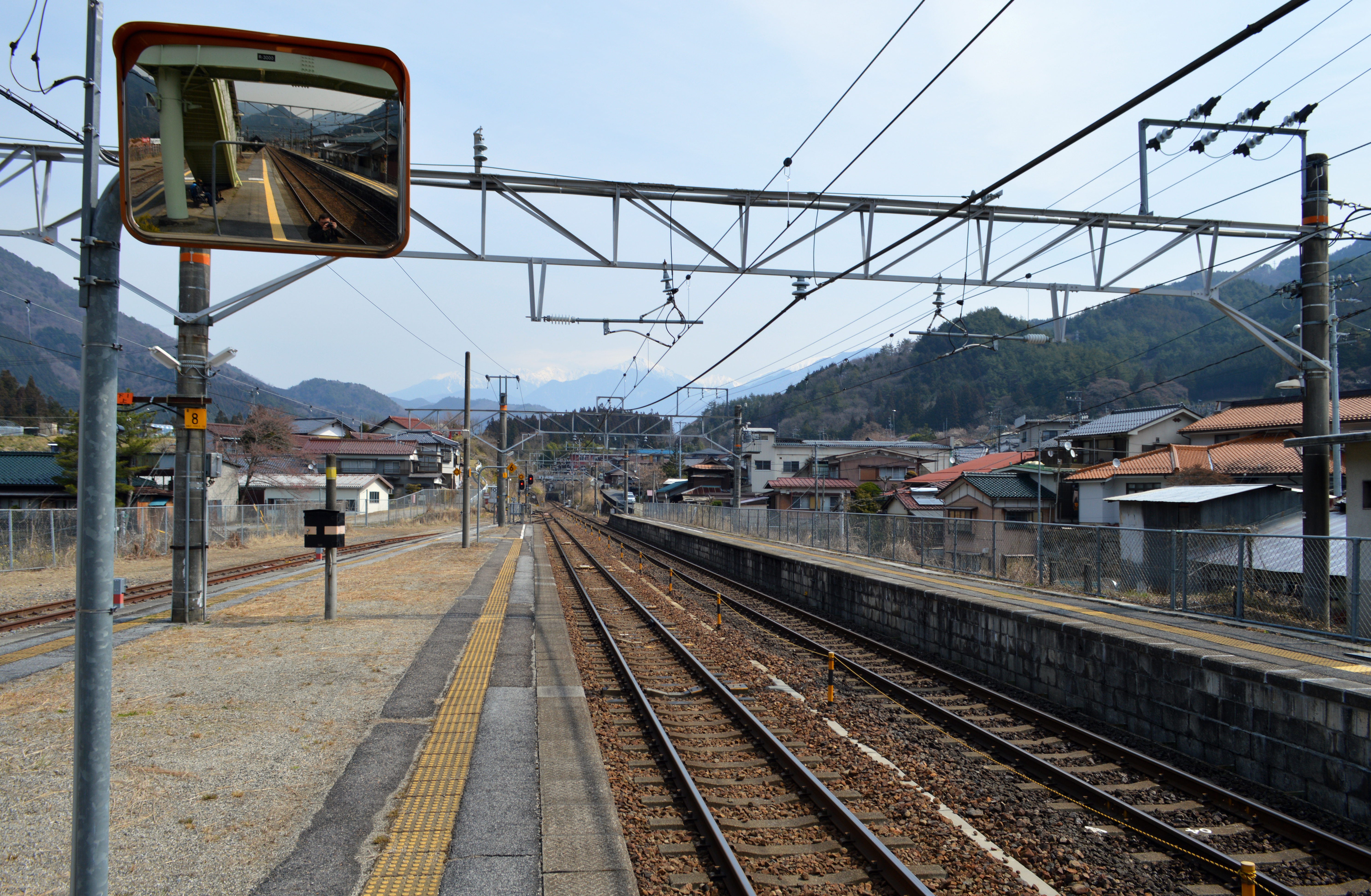
野尻駅のホーム

「長野県統計書」によると、1日平均の乗車人員は以下の通りである。
- 2007年度 - 165人[1]
- 2009年度 - 153人[1]
- 2010年度 - 146人[9]
- 2011年度 - 149人[11]
- 2012年度 - 139人[12]
- 2013年度 - 146人[13]
- 2014年度 - 134人[14]
- 2015年度 - 116人[15]
- 2016年度 - 82人[16]
- 2017年度 - 82人[17]
- 2018年度 - 76人[18]

## 駅周辺
中山道野尻宿を中心としたエリア。駅前は整備されているが目立った市街地は形成されていない。
- 大桑村立大桑小学校
- 野尻郵便局
- 木曽川
- 阿寺渓谷[1]
- 国道19号
- 中山道野尻宿[1]

## 隣の駅
東海旅客鉄道（JR東海）
CF 中央本線
大桑駅 - 野尻駅 - 十二兼駅